# اسپین مستر
اسپین مستر (انگلیسی: Spin Master) شرکت بازی ویدئویی کانادایی است، که در سال ۱۹۹۴ توسط رونن هاراری و آنتون رابی تأسیس شد. از سال ۲۰۲۱، چیس توله سگ پلیس و مارشال توله آتش نشان، دو شخصیت از گشت پنجه‌ای، طلسم های شرکت هستند.